# Brachyglenis drymo
Brachyglenis drymo is een vlindersoort uit de familie van de prachtvlinders (Riodinidae), onderfamilie Riodininae.
Brachyglenis drymo werd in 1886 beschreven door Godman & Salvin.